# Ex Death
Ex Death (エクスデス?, Ekusudesu), anche conosciuto come X-Death o ExDeath (il nome originale è Exodus), è l'antagonista principale in Final Fantasy V. Secondo Ghido, benché il suo aspetto e portamento cavalleresco, in realtà egli fu, ed ancora è come estensione, un albero dalla Grande foresta di Moore.

## Personaggio
ExDeath è un essere ingiurioso, blasfemo e malvagio fino al midollo. Durante Final Fantasy V, ExDeath considera Bartz Klauser e la sua squadra come semplici ostacoli lungo la via verso i suoi obiettivi, e più volte li spazza via senza però mai ucciderli, non considerandoli una minaccia così temibile. A prima vista potrebbe sembrare un semplice sbruffone, ma in realtà ha davvero qualcosa di cui vantarsi, in quanto la sua potenza non ha eguali. Ex Death non mostra alcun sentimento verso nessuno, nemmeno se vede eliminare i suoi servi più fedeli; anzi, molto spesso, provvede lui a sfoltire le sue stesse fila, come accade con Gilgamesh, che non ha alcun problema a spedire nel Vuoto Interdimensionale per i suoi fallimenti.
La sua comparsa in Dissidia rende più chiari i suoi motivi e la sua personalità. La sua auto fiducia e fortezza d'animo non vengono solo dal suo potere immenso, ma anche dalla sua sicurezza sul fatto che, abbia lui vinto oppure no, ogni cosa ritornerà al Vuoto. Per questo motivo, nella storia, non ha un ruolo così di spicco, ma si limita a seguire e supportare gli altri Guerrieri di Chaos. Inoltre, a differenza degli altri antagonisti, accetta più volentieri la sua sconfitta in Shade Impulse: ciò è dovuto al suo piacere dell'eliminazione dell'esistenza di tutto, anche di sé stesso. Dopo essersi assicurato che tutti i Warriors of Chaos ritornino nel Vuoto, svanisce nel nulla ridendo turpemente.

## Aspetto
ExDeath indossa un'armatura celeste completa di elmo cornuto, spalliere punzonate ed un lungo mantello blu. Due piume abbelliscono il suo elmo, e questo presenta sottile apertura per consentirgli la vista.
L'armatura è decorata con gioielli, filature dorate e perline, e benché sia uno stregone, possiede anche una spada, che usa con la stessa maestria con cui usa la sua magia. La sua vera forma, nascosta sotto l'armatura, non è mai stata vista, e la fessura sull'elmo è così sottile che non si vedono nemmeno i suoi occhi.
Nella sua forma d'albero, ExDeath ha ancora il torso e la testa antropomorfi, ma l'armatura è ora di un blu cobalto. Dall'addome in giù si vede la sua vera forma di albero, con un volto demoniaco inciso sulla corteccia.
Dopo che il Vuoto ha cominciato a consumarlo, i demoni che componevano il corpo di ExDeath fuoriescono, formando Neo ExDeath, obbrobrio oscuro composto da demoni, diavoli ed altri esseri, dominati da un demone grigiastro con corna rosse ed arti muscolosi.

## Ambizioni
Obiettivo ultimo di Ex Death è l'annichilimento di tutto ciò che gli si pone innanzi. In solitudine, consuma con la forza senziente i suoi opponenti. Ex Death desidererebbe conquistare tutto utilizzando il Void, ma alla fine è un mostro nichilista.
Nella battaglia finale, rivela di voler cancellare tutto: disfattosi lui stesso, la non esistenza, per lui, è come se sempre ci fosse stata.

## Poteri
Ex Death è uno stregone molto potente, in grado di desertificare vaste aree con la sua magia. Affonda l'isola di Ghido e incendia la Grande Foresta di Moore. Secondo Galuf, il suo potere gli è concesso perché egli è "diretto verso il basso, ma non chinato".
Inoltre, possiede subito un limitato controllo sul Void, avendoci imprigionato Gilgamesh.Ottenuto il potere del Void, Ex Death è capace di annichilire tutto con il proprio pensiero, infondendo il Void in sé e dirigendosi in una dimensione ignota.

## Altre apparizioni
Chaos evocò ed unì tutti i malvagi da ogni mondo da ogni Final Fantasy per ottenere il controllo sui Cristalli, per poter dominare su ogni mondo. ExDeath è tra questi, in contrapposizione al guerriero della luce Bartz.
Assieme a Kuja, Nube Oscura e Kefka, ExDeath mira ad avvolgere il mondo nel Vuoto. Desideroso di sfidare Bartz, ExDeath collabora con Kuja per intrappolare la sua nemesi e Gidan. ExDeath, inoltre sarà il primo a venire a sapere del tradimento di Golbez, in quanto lo sorveglierà di nascosto.